# Lago di Brokopondo
Il lago di Brokopondo (in olandese Brokopondostuwmeer) o in Suriname è chiamato lago di W.J. van Blommestein (in olandese Prof. dr. ir. W.J. van Blommesteinmeer) è un lago artificiale creato sbarrando il fiume Suriname. Il lago si trova nel Distretto di Brokopondo nel comune (ressort) di Sarakreek. Prende nome dal villaggio di Brokopondo a 9 km dalle coste settentrionali del lago.

## Storia
Nel 1915 venne scoperta nella zona la bauxite.
Nel 1958 ci fu un accordo tra la statunitense Alcoa (società proprietaria delle miniere), l'ingegnere olandese Willem Johan van Bloomestein e il governo della Guyana Olandese.
L'ingegnere olandese van Blommestein progettò poi una diga alta 54 metri chiamata Afobakadam, l'Alcoa con questo accordo riceveva energia idroelettrica a buon mercato e un'ulteriore concessione di 75 anni per l'estrazione della bauxite.
La costruzione della diga cominciò nel 1960 e si concluse nel 1964. 
La costruzione della diga ha costretto circa 5.000 Maroon (soprattutto saramaccani) a lasciare le proprie case e sono stati costruiti nuovi villaggi.
Con l'Operazione Gwamba si è cercato di salvare più animali autoctoni possibili.
L'energia veniva soprattutto utilizzata nella fonderia della Alcoa a Paranam, fino all'esaurimento delle miniere nel 1999.
Ora l'energia è soprattutto utilizzata per la capitale Paramaribo.
L'invaso nonostante la sua estensione (1.560 km²) che è circa il doppio di quella del lago di Ginevra è difficilmente navigabile a causa delle acque popolate da piranha e dalle cime degli alberi sommersi.
Lo sviluppo delle coste è di 1.770 km, con le isole si arriva a circa 3.700 km.
La costruzione della diga ha portato a una diminuzione della fauna ittica dalle 172 specie del 1964 alle 62 odierne.

## Centri abitati sul lago
- Abontjeman
- Adawai
- Affobakka
- Bakra Oppestan
- Baikoetoe
- Beerdoti
- Brownsweg
- Dam
- Dissiong
- Ganiakondre
- Kabelstation
- Kadjoe
- Krikie
- Sikakamp